# 北寄貝
庫頁島馬珂蛤（学名：Pseudocardium sachalinense），又名北寄貝、姥貝，馬珂蛤科的一種貝。是日本和附近國家重要的食用貝類之一，福島縣相馬市的代表性產物，亦被列為北海道苫小牧市的市貝。作為水產物時常被稱為北寄貝（ホッキガイ）。此名稱源自北海道原住民語阿伊努語的「pok-sey/」。
北寄貝主要生活在日本北部和朝鮮半島東部沿海潮下帶至水深12（39英尺）的水域，因為是附近國家主要的經濟貝類而被大量捕撈，其數量也因此急劇下降。到了1990年代，日本開始研究北寄貝的人工培育技術。